# Šmini aceret
Šmini aceret (hebrejsky: שמיני עצרת‎, Osmý [den] shromáždění) je židovský svátek, připadající na 22. tišri. Jedná se o osmý den, následující po sedmi dnech svátku Sukot. Šmini aceret navazuje na Sukot nejen časově, ale i svým charakterem; stejně jako Sukot je to svátek radostný a v modlitbách i při kiduši je označován jako „čas naší radosti“; není však součástí Sukot, je to samostatný svátek a nevztahují se na něj pravidla a tradice týkající se Sukot (čtyři druhy, přebývání v suce).
Název svátku je odvozen od Nu 29, 35:
„Osmého dne budete mít slavnostní shromáždění (יּוֹם הַשְּׁמִינִי עֲצֶרֶת תִּהְיֶה לָכֶם‎). Nebudete vykonávat žádnou všední práci.“

V Izraeli se společně s Šmini aceret slaví Simchat Tóra, v diaspoře se Simchat Tóra slaví následující den.
Šmini aceret symbolicky ukončuje vegetativní cyklus země a zahajuje zimní období - během Musafu na Šmini Aceret se do opakování Amidy vkládá velká modlitba za déšť (תפילת הגשם‎) a od té chvíle až do Pesachu se během druhého požehnání amidy říká „mašiv ha-ruach u-morid ha-gašem“ - dáváš vanout větru a padat dešti.
Součástí liturgie pro Šmini aceret je také Jizkor (vzpomínková modlitba); v některých obcích se čte kniha Kazatel.
Šmini aceret doslovně znamená „shromáždění osmého (dne)“. Pravděpodobně v dobách druhého Chrámu šlo o den věnovaný rituálnímu očištění oltáře. V Izraeli se svátek odehrává na začátku období dešťů, a proto je až do Pesachu do druhého požehnání modlitby Amida vložena krátká modlitba za déšť. 
Rabínská literatura vysvětluje svátek takto: Hospodin je jako hostitel, který nás na omezenou dobu zve jako návštěvníky, ale když přijde čas, abychom odešli, užívá si to natolik, že nás žádá, abychom zůstali další den.
Na rozdíl od mnoha jiných, dodržování svátků Šmini aceret a Simchat Tóra je soustředěno v synagoze a komunitě. Během ani jednoho ze svátků není povolena práce. Na Šmini aceret někteří Židé stále jedí v sukách, ale na rozdíl od Sukotu s touto činností není spojeno žádné požehnání ani modlitba. Zatímco význam Šmini aceret je poněkud nejasný, Simchat Tóra přináší jasné poselství o důležitosti Tóry v židovském životě. Pro Židy je jak zdrojem identity, tak i vzácným darem od Boha. Simchat Tóra je dnem, kdy se celá komunita shromažďuje, aby přišla do přímého kontaktu s Tórou a vyjádřila radost z jejího přijetí.
V některých jižních částech Evropy se vyvinul zvyk zpívat pro každý svitek samostatný chorál. V severní Evropě bylo běžné, že ti, kdo četli, dávali synagoze dary. Na začátku šestnáctého století mnoho rabínů svolilo, aby během festivalu smělo tančit v synagoze. V modernější době se Simchat Tóra stala oslavou prosazování židovské identity na veřejnosti. V Sovětském svazu slavily festival v ulicích tisíce Židů. Tanec na ulici s Tórou se také stal součástí rituálu v různých židovských komunitách po celých Spojených státech. Oslava Simchat Tóry přetrvala i u mnoha Židů, kteří projevili klesající zájem o další aspekty židovského života. V roce 1996 vydal Izraelský poštovní úřad poštovní známku na počest svátku.